# Santa Rita do Sapucaí (kommun)
Santa Rita do Sapucaí är en kommun i Brasilien.   Den ligger i delstaten Minas Gerais, i den sydöstra delen av landet, 800 km söder om huvudstaden Brasília. Antalet invånare är 37 784.
Följande samhällen finns i Santa Rita do Sapucaí:
- Santa Rita do Sapucaí

Omgivningarna runt Santa Rita do Sapucaí är huvudsakligen savann. Runt Santa Rita do Sapucaí är det ganska glesbefolkat, med 36 invånare per kvadratkilometer.